# Río Guadanuño
El río Guadanuño es un río del sur de la península ibérica, perteneciente a la cuenca hidrográfica del Guadalquivir, que discurre íntegramente por el norte de la provincia de Córdoba (España). 

## Curso
El tramo alto del río Guadanuño, llamado arroyo del Charcón, nace en la sierra de los Puntales, en el término municipal de Obejo. Realiza un recorrido en sentido noroeste-sureste hasta el embalse de Guadanuño, ubicado junto a la localidad de Estación de Obejo. Desde dicho embalse, el río toma el nombre de Guadanuño y recorre unos 12 km en sentido noroeste-sureste hasta su desembocadura en el río Guadiato junto al cerro de los Riscos, en el límite de los términos de Villaviciosa de Córdoba y Córdoba. 

## Historia
La cuenca del Guadanuño fue una zona de explotaciones mineras del cobre y en ella existieron hornos de fundición desde mediados del siglo XIX además de una explotación de fluorita en el filón de Cerro Muriano.

## Flora y fauna
El Guadanuño transcurre por parajes de bosque mediterráneo de encinas, monte bajo, jarales, alcornoques y pinos.

## Patrimonio

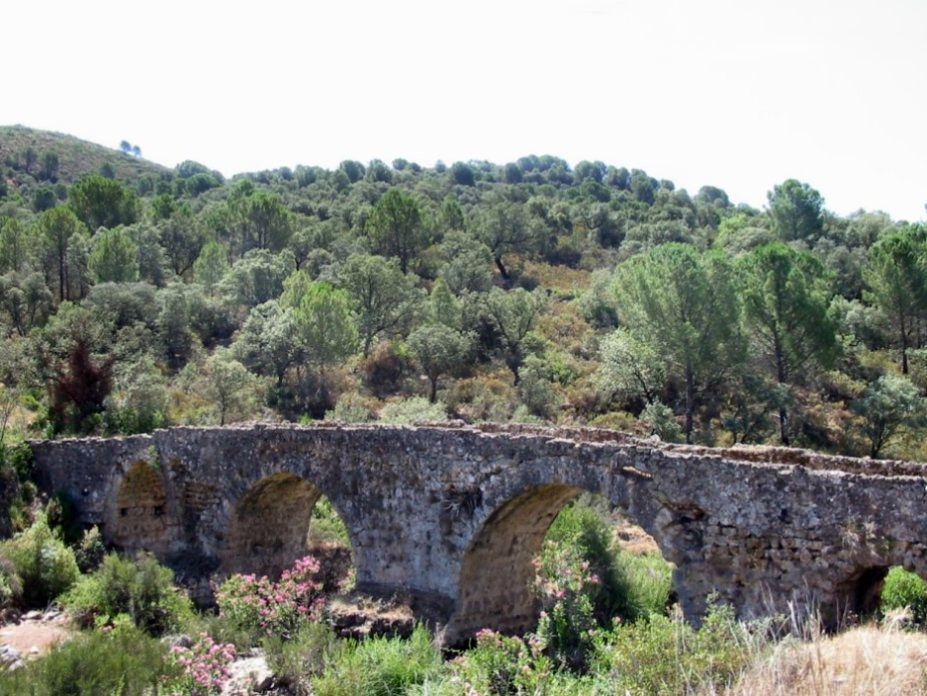
Puente califal sobre el río Guadanuño

Poco antes de su desembocadura en el Guadiato se encuentra un puente de época musulmana que, por sus características se puede encuadrar como perteneciente al Califato omeya de Córdoba, concretamente al periodo de Abd al-Rahman III, aunque otras fuentes lo consideran de origen romano. Está formado por cuatro ojos de sillería, los dos centrales de medio punto y apuntados los dos laterales, apoyados en pilas con tajamares triangulares aguas arriba. El puente está realizado en sillería y la calzada es una pista de tierra, conservando en un extremo un empedrado irregular. Fue utilizado hasta finales del siglo XIX como infraestructura del camino usual que unía Córdoba a Villaviciosa.